# Adolf Rosenberg
Pour les articles homonymes, voir Rosenberg.
Carl Adolf Rosenberg, né le 30 janvier 1850 à Bromberg et mort le 26 février 1906 à Berlin est un critique et historien de l'art allemand.

## Biographie
Adolf Rosenberg, fils d'un négociant prussien protestant, poursuit ses études secondaires à Berlin, puis au lycée de Cologne où il passe son Abitur en 1869 avec félicitations. Il étudie ensuite les lettres classiques et l'archéologie à l'université de Berlin qu'il termine en 1872 avec la thèse De Erinyum religione cultu imaginibus, où il traite des Érinyes en poésie et dans les beaux-arts et de la façon dont leur culte était organisé. Après sa soutenance de thèse lui donnant le titre de docteur, il entreprend plusieurs voyages d'études en Allemagne, Autriche, Italie, France, Belgique et aux Pays-Bas.
Rosenberg écrit tout au long de sa carrière dans différents périodiques à propos de l'art et de l'histoire de l'art et s'occupe également de critiques de théâtre. De 1873 à 1899 il écrit pour le journal Zeitschrift für bildende Kunst notamment dans le supplément intitulé Kunstchronik (Chronique artistique), où de pigiste il devient rédacteur permanent à partir de 1892. Il écrit également dans le journal berlinois Die Post, où il est spécialiste des questions artistiques en 1874, puis rédacteur de 1875 à 1897. Il écrit aussi des articles de 1899 à 1902 dans le Berliner Architekturwelt.
Rosenberg collabore aussi à des ouvrages de fond comme celui de Robert Dohme Kunst und Künstler des Mittelalters und der  Neuzeit, (L'Art et les artistes du Moyen Âge et de la Renaissance), où il traite de Lucas van Leyden, Ghiberti, Donatello  et de Delacroix, ainsi qu'à Architektur Berlins de Hugo Licht (de) ou encore à Architektur der Gegenwart. Übersicht der hervorragendsten Bauausführungen der Neuzeit. De 1881 à sa mort, il rédige des articles pour le Meyers Konversations-Lexikon.
Rosenberg est connu également pour la quantité de livres qu'il publie, dont dix-neuf monographies de peintres ou de sculpteurs, du passé ou de son époque, tels que Ghiberti, Eberlein ou encore Anton von Werner. Il s'installe à Stuttgart à l'automne 1901 où il devient rédacteur en chef à la Deutsche Verlags-Anstalt. Il publie dans la collection Klassiker  der Kunst  des ouvrages à propos de Raphaël,  Rembrandt ou encore Rubens. Au bout de deux ans, il retourne à Berlin, où il meurt en 1906 et repose au cimetière III de la Stubenrauchstraße de Berlin-Friedenau.
Les monographies de Rosenberg constituent toujours des références étudiées par les historiens de l'art d'aujourd'hui.

## Publications
- Adolf Rosenberg: Herr  Professor Boetticher als Archaeologe: Ein Beitrag zur Geschichte der  Berliner Archäologie. Berlin 1873
- Adolf Rosenberg: Die  Erinyen. Ein Beitrag zur Religion und Kunst der Griechen. Borntraeger Eggers, Berlin 1874
- Adolf Rosenberg: Sebald und Barthel Beham, zwei Maler der deutschen  Renaissance. Seemann, Leipzig 1875
- Hugo  Licht (Hrsg.): Adolf Rosenberg: Die Architektur Berlins: Sammlung hervorragender Bauausführungen der letzten Jahre.  Wasmuth, Berlin 1877
- Adolf Rosenberg: Die  Berliner Malerschule 1819-1879: Studien und Kritiken.  Wasmuth, Berlin 1879
- Adolf Rosenberg: Rubensbriefe.  Gesammelt und erläutert von Adolf Rosenberg.  Leipzig, 1881 version numérisée de la bibliothèque de l'université de Heidelberg
- Adolf Rosenberg: Geschichte der modernen Kunst. 3 volumes, Grunow, Leipzig 1884−1889
- Adolf Rosenberg, Heinrich Mosler: Klassiker der Baukunst. Lemme, Leipzig 1885
- Adolf Rosenberg: Die  Münchener Malerschule in ihrer Entwicklung seit 1871. Seemann, Leipzig 1887
- Adolf Rosenberg: Aus der Düsseldorfer Malerschule : Studien und Skizzen. - Leipzig : Seemann, 1890. version numérisée de la bibliothèque universitaire et régionale de Düsseldorf
- Hugo  Licht (Hrsg.): Adolf Rosenberg: Architektur der Gegenwart: Übersicht der hervorragendsten Bauausführungen der Neuzeit.  5 volumes, Wasmuth, Berlin 1892-1898
- Adolf Rosenberg: A. von  Werner. Velhagen & Klasing, Bielefeld-Leipzig 1895
- Adolf Rosenberg: Teniers  der Jüngere; mit 63 Abbildungen von Gemälden und Zeichnungen. Künstler-Monographien 8, Velhagen &  Klasing, Bielefel-Leipzig 1895
- Adolf Rosenberg: Antoine Watteau Velhagen & Klasing, Bielefeld-Leipzig 1896
- Adolf Rosenberg: Thorwaldsen. Künstler-Monographien 16, Velhagen & Klasing, Bielefeld-Leipzig 1896
- Adolf Rosenberg: Defregger: mit 96 Abbildungen nach Gemälden und Zeichnungen. Künstler-Monographien 18, Velhagen &  Klasing, Bielefeld-Leipzig 1897
- Adolf Rosenberg: Terborch  und Jan Steen (avec 95 illustrations d'après tableaux ou dessins). Künstler-Monographien 19, Velhagen & Klasing, Bielefeld-Leipzig 1897
- Adolf Rosenberg: Vautier: mit 111 Abbildungen nach Gemälden und Zeichnungen. Künstler-Monographien  23, Velhagen & Klasing, Bielefeld-Leipzig 1897
- Adolf Rosenberg: Lenbach: mit 101 Abbildungen nach Gemälden und Zeichnungen. Künstler-Monographien 34, Velhagen &  Klasing, Bielefeld-Leipzig 1898
- Adolf Rosenberg: Leonardo da Vinci: mit 128 Abb. nach Gemälden u. Zeichn. Künstler-Monographien  33, Velhagen & Klasing, Bielefeld-Leipzig 1898
- Adolf Rosenberg: E. von  Gebhardt. Künstler-Monographien 38, Velhagen & Klasing, Bielefeld-Leipzig 1899
- Adolf Rosenberg: Eberlein. Künstler-Monographien  66, Velhagen & Klasing, Bielefeld-Leipzig 1899
- Adolf Rosenberg: Adriaen und Isack van Ostade Velhagen & Klasing, Bielefeld-Leipzig 1900
- Adolf Rosenberg: Friedrich August von Kaulbach: mit 107 Abbildungen nach Gemälden und  Zeichnungen. Künstler-Monographien  48, Velhagen & Klasing, Bielefeld-Leipzig 1900
- Adolf Rosenberg: Prell: mit 115 Abbildungen nach Gemälden, Zeichnungen und Skulpturen. Künstler-Monographien 53, Velhagen &  Klasing, Bielefeld-Leipzig 1901
- Adolf Rosenberg: Handbuch  der Kunstgeschichte.Velhagen  & Klasing, Bielefeld-Leipzig 1902
- Adolf Rosenberg: Raffael: des Meisters Gemälde in 202 Abbildungen.  Klassiker der Kunst in Gesamtausgaben 1, Deutsche Verlags-Anstalt, Stuttgart-Leipzig 1904
- Adolf Rosenberg: P. P. Rubens: des Meisters Gemälde in 551 Abbildungen.  Klassiker der Kunst in  Gesamtausgaben 5, Deutsche Verlags-Anstalt, Stuttgart-Leipzig 1905
- Adolf Rosenberg, Eduard Heyck: Geschichte des Kostüms. 5 volumes, Wasmuth, Berlin 1905−1925
- Adolf Rosenberg: Rembrandt: des Meisters Gemälde in 643 Abbildungen. Klassiker der Kunst in Gesamtausgaben 2, Deutsche Verlags-Anstalt, Stuttgart-Leipzig 1906